# Chambishi
Chambishi – miasto w północnej Zambii, w Prowincji Pasa Miedzionośnego. Według danych szacunkowych na rok 2010 liczyło 24 152 mieszkańców.